# Hildersham
Hildersham – wieś w Anglii, w hrabstwie Cambridgeshire, w dystrykcie South Cambridgeshire. Leży 14 km na południowy wschód od miasta Cambridge i 72 km na północ od Londynu. Miejscowość liczy 202 mieszkańców.